# Junichi Inoue
Junichi Inoue (Japans: 井上 純一, Inoue Jun'ichi) (Chichibu (Saitama), 26 december 1971) is een voormalig Japans schaatser. Inoue was gespecialiseerd op de sprint afstanden 500 en 1000 meter.

## Persoonlijke records
| Afstand    | Tijd    | Datum            | Baan    |
| ---------- | ------- | ---------------- | ------- |
| 500 meter  | 35,13   | 19 maart 2000    | Calgary |
| 1000 meter | 1.09,79 | 21 februari 1999 | Calgary |
| 1500 meter | 1.50,44 | 15 augustus 1999 | Calgary |

## Resultaten
| jaar | Olympische Spelen | WK Afstanden       | WK Sprint |
| ---- | ----------------- | ------------------ | --------- |
| 1992 | 500m              |                    | -         |
| 1993 |                   |                    | -         |
| 1994 | 6e 500m 8e 1000m  |                    | Brons     |
| 1995 |                   |                    | -         |
| 1996 |                   | NF 1000m           | -         |
| 1997 |                   | 11e 500m 14e 1000m | 8e        |
| 1998 | -                 | 8e 500m            | -         |
| 1999 |                   | 8e 500m 16e 1000m  | 6e        |
| 2000 |                   | -                  | 18e       |

- = geen deelname
NF = niet gefinisht

### Medaillespiegel
| kampioenschap     | goud | zilver | brons |
| ----------------- | ---- | ------ | ----- |
| Olympische Spelen | 0    | 0      | 1     |
| WK Afstanden      | 0    | 0      | 0     |
| WK Sprint         | 0    | 0      | 1     |